# Rozoy-le-Vieil
Rozoy-le-Vieil – miejscowość i gmina we Francji, w Regionie Centralnym, w departamencie Loiret.
Według danych na rok 1990 gminę zamieszkiwało 235 osób, a gęstość zaludnienia wynosiła 29 osób/km² (wśród 1842 gmin Centre, Rozoy-le-Vieil plasuje się na 905. miejscu pod względem liczby ludności, natomiast pod względem powierzchni na miejscu 1240.).